# Mers el-Kébir
Mers El Kébir (în arabă المرسى الكبير, „Marele Port”) este o comună din provincia Oran, Algeria. Este un port situat port la Marea Mediterană, lângă Oran.
Populația comunei este de 17.957 de locuitori (2009).